# Tome (Miyagi)
Pour les articles homonymes, voir Tome.
Tome (登米市, Tome-shi) est une ville située dans la préfecture de Miyagi, au Japon.

## Géographie

### Situation
Tome se trouve dans le nord-est de la préfecture de Miyagi, à la limite de la préfecture d'Iwate au nord.

### Démographie
Lors du recensement national de 2010, la population de Tome était de 83 737 habitants répartis sur une superficie de 536,12 km2. En mai 2023, la population était de 73 987 habitants.

### Hydrographie
La ville est traversée par le fleuve Kitakami du nord au sud.

### Climat
Tome a un climat subtropical humide caractérisé par des étés doux et des hivers froids. La température moyenne annuelle est de 11,5 °C. La pluviométrie annuelle moyenne est de 1 078,2 mm, septembre étant le mois le plus humide.

## Histoire
La ville de Tome a été fondée le 1er avril 2005 par la fusion des huit bourgs formant le district de Tome : Hasama, Ishikoshi, Minamikata, Nakada, Tome, Towa, Toyosato, Yoneyama, et du bourg de Tsuyama (district de Motoyoshi).
Tome a été gravement touchée par le séisme de 2011 de la côte Pacifique du Tōhoku.

## Transports
La ville est desservie par les lignes Tōhoku et Kesennuma de la JR East.

## Jumelages
Tome est jumelée avec :
- Vernon (Canada),
- Southlake (États-Unis),
- Nyūzen (Japon).

## Personnalité liée à la municipalité
- Shōtarō Ishinomori (1938-1998), mangaka